# 2008년 하계 올림픽 농구 남자 예선
2008년 하계 올림픽 농구 남자 예선은 2006년부터 2008년까지 FIBA에서 주최한 대회로 진행되었다. 첫 번째 예선 대회는 2006년 FIBA 세계 농구 선수권 대회이다. 그리고 2년 뒤 2008년 하계 올림픽 대회 농구 최종 예선을 진행하였다.

## 예선 대회

### FIBA 농구 선수권 대회
총 12개의 국가가 올림픽에 참가하게 되는데, 그중 개최국인 중화인민공화국은 자동으로 2008년 하계 올림픽 남자 농구 본선에 진출하게 된디ㅏ.
각 대륙별 대회를 통해 올림픽 남자 농구 본선 진출권을 부여하는데, 대륙별 대회별로 주어진 올림픽 남자 농구 본선 진출권은 아래와 같다.
- 아프리카 국제 농구 연맹: 1개국 (우승국)
- 아메리카 국제 농구 연맹: 2개국 (우승국, 준우승국)
- 아시아 국제 농구 연맹: 1개국 (우승국)
- 유럽 국제 농구 연맹: 2개국 (우승국, 준우승국)
- 오세아니아 국제 농구 연맹: 1개국 (우승국)

스페인은 2006년 FIBA 세계 농구 선수권 대회 우승국 자격으로 자동으로 본선 진출 자격을 갖는다.

### 올림픽 최종 예선 대회
개최국과 FIBA 농구 선수권 대회로 결정된 진출국 외에 3개 팀의 진출권은 올림픽 최종 예선 대회를 통해 결정된다. 올림픽 최종 예선 대륙별 진출 자격은 진출 자격을 받지 못한 국가중 대륙별로 아래의 수만큼 가진다.
- 아프리카 국제 농구 연맹: 2개국
- 아메리카 국제 농구 연맹: 3개국
- 아시아 국제 농구 연맹: 2개국
- 유럽 국제 농구 연맹: 4개국
- 오세아니아 국제 농구 연맹: 1개국

## 결과
각 대회 개최지는 아래와 같다.:
- 2006년 FIBA 세계 농구 선수권 대회:  사이타마, 히로시마, 하마마쓰, 삿포로, 센다이
- 2007년 FIBA 아프리카 농구 선수권 대회:  루안다, 벵겔라, 우암보, 루방고, 카빈다
- 2007년 FIBA 아메라카 농구 선수권 대회:  라스베이거스
- 2007년 FIBA 아시아 농구 선수권 대회:  도쿠시마
- 2007년 FIBA 유럽 농구 선수권 대회:  마드리드, 알리칸테, 그라나다, 팔마데마요르카, 세비야
- 2007년 FIBA 오세아니아 농구 선수권 대회:  멜버른, 시드니, 분달
- 2008년 하계 올림픽 농구 최종 예선 대회:  아테네

| 순위 | 세계 | 아프리카            | 아메리카            | 아시아         | 유럽                                                   | 오세아니아     | 최종 예선                                            |
| ---- | --- | ------------------- | ------------------- | -------------- | ------------------------------------------------------ | -------------- | ---------------------------------------------------- |
| 1    | 스페인 | 앙골라              | 미국                | 이란           | 러시아                                                 | 오스트레일리아 | 크로아티아 · 그리스 · Ranked 1st                     |
| 2    | 그리스 | 카메룬              | 아르헨티나          | 레바논         | 스페인                                                 | 뉴질랜드       | 크로아티아 · 그리스 · Ranked 1st                     |
| 3    | 미국 | 카보베르데          | 푸에르토리코        | 대한민국       | 리투아니아                                             |                | 독일                                                 |
| 4    | 아르헨티나 | 이집트              | 브라질              | 카자흐스탄     | 그리스                                                 |                | 푸에르토리코                                         |
| 5    | 프랑스 | 나이지리아          | 캐나다              | 요르단         | 독일                                                   |                | 뉴질랜드 · 브라질 · 슬로베니아 · 캐나다 · Ranked 5th |
| 6    | 튀르키예 | 튀니지              | 우루과이            | 중화 타이베이  | 크로아티아                                             |                | 뉴질랜드 · 브라질 · 슬로베니아 · 캐나다 · Ranked 5th |
| 7    | 리투아니아 | 중앙아프리카 공화국 | 멕시코              | 카타르         | 슬로베니아                                             |                | 뉴질랜드 · 브라질 · 슬로베니아 · 캐나다 · Ranked 5th |
| 8    | 독일 | 코트디부아르        | 베네수엘라          | 일본           | 프랑스                                                 |                | 뉴질랜드 · 브라질 · 슬로베니아 · 캐나다 · Ranked 5th |
| 9    | 이탈리아 · 앙골라 · 세르비아 몬테네그로 · 슬로베니아 · 오스트레일리아 · 나이지리아 · 중화인민공화국 · 뉴질랜드 · Ranked 9th | 세네갈              | 파나마              | 필리핀         | 이스라엘 · 이탈리아 · 포르투갈 · 튀르키예 · Ranked 9th |                | 레바논 · 카보베르데 · 대한민국 · 카메룬 · Ranked 9th |
| 10   | 이탈리아 · 앙골라 · 세르비아 몬테네그로 · 슬로베니아 · 오스트레일리아 · 나이지리아 · 중화인민공화국 · 뉴질랜드 · Ranked 9th | 모로코              | 미국령 버진아일랜드 | 중화인민공화국 | 이스라엘 · 이탈리아 · 포르투갈 · 튀르키예 · Ranked 9th |                | 레바논 · 카보베르데 · 대한민국 · 카메룬 · Ranked 9th |
| 11   | 이탈리아 · 앙골라 · 세르비아 몬테네그로 · 슬로베니아 · 오스트레일리아 · 나이지리아 · 중화인민공화국 · 뉴질랜드 · Ranked 9th | 말리                |                     | 시리아         | 이스라엘 · 이탈리아 · 포르투갈 · 튀르키예 · Ranked 9th |                | 레바논 · 카보베르데 · 대한민국 · 카메룬 · Ranked 9th |
| 12   | 이탈리아 · 앙골라 · 세르비아 몬테네그로 · 슬로베니아 · 오스트레일리아 · 나이지리아 · 중화인민공화국 · 뉴질랜드 · Ranked 9th | 르완다              |                     | 인도네시아     | 이스라엘 · 이탈리아 · 포르투갈 · 튀르키예 · Ranked 9th |                | 레바논 · 카보베르데 · 대한민국 · 카메룬 · Ranked 9th |
| 13   | 이탈리아 · 앙골라 · 세르비아 몬테네그로 · 슬로베니아 · 오스트레일리아 · 나이지리아 · 중화인민공화국 · 뉴질랜드 · Ranked 9th | 남아프리카 공화국   |                     | 홍콩           | 체코 · 라트비아 · 폴란드 · 세르비아 · Ranked 13th      |                |                                                      |
| 14   | 이탈리아 · 앙골라 · 세르비아 몬테네그로 · 슬로베니아 · 오스트레일리아 · 나이지리아 · 중화인민공화국 · 뉴질랜드 · Ranked 9th | 모잠비크            |                     | 쿠웨이트       | 체코 · 라트비아 · 폴란드 · 세르비아 · Ranked 13th      |                |                                                      |
| 15   | 이탈리아 · 앙골라 · 세르비아 몬테네그로 · 슬로베니아 · 오스트레일리아 · 나이지리아 · 중화인민공화국 · 뉴질랜드 · Ranked 9th | 콩고 민주 공화국    |                     | 인도           | 체코 · 라트비아 · 폴란드 · 세르비아 · Ranked 13th      |                |                                                      |
| 16   | 이탈리아 · 앙골라 · 세르비아 몬테네그로 · 슬로베니아 · 오스트레일리아 · 나이지리아 · 중화인민공화국 · 뉴질랜드 · Ranked 9th | 라이베리아          |                     | 아랍에미리트   | 체코 · 라트비아 · 폴란드 · 세르비아 · Ranked 13th      |                |                                                      |
| 17   | 푸에르토리코 · 레바논 · 브라질 · 일본                                                                                       |                     |                     |                |                                                        |                |                                                      |
| 21   | 베네수엘라 · 세네갈 · 파나마 · 카타르                                                                                       |                     |                     |                |                                                        |                |                                                      |

## 최종 진출국
2008년 하계 올림픽 남자 농구에 진출국은 아래와 같다.
| - 앙골라 - 아르헨티나 - 오스트레일리아 - 중화인민공화국 - 크로아티아 | - 독일 - 그리스 - 이란 - 리투아니아 - 러시아 | - 스페인 - 미국 |